# قلعه فهیدی (دبی)

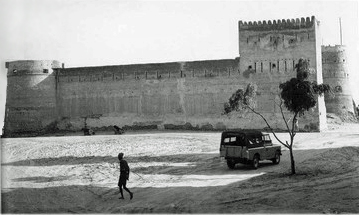
قلعه فهیدی ۱۹۴۹

قلعه فهیدی (به عربی: حصن الفهیدی) یکی از جاذبه‌های گردشگری شهر دبی ویکی از نقاط دیدنی امارات متحده عربی است که سالیانه شمار فراوانی از گردشگرانامارات به سویش می‌شتابند. قلعه فهیدی یکی از قدیمی‌ترین آثاری است که تا کنون در امارت دبی پابرجا مانده‌است. این دژ در سال (۱۷۸۷) میلادی ساخته شده‌است. این قلعه پیش از اینکه موزه شود چند کاربرد داشته‌است که به شرح زیر می‌باشد:
پس از پایان این بنا، قلعه برای نگهداری از شهر دبی بکار گرفته شده‌است ونگهبانانی در آن گماشته بودند که شبانه کشیک می‌داده‌اند و از شهر و درایی‌های مردم در برابر دزدان نگهبانی می‌کرده‌اند. این قلعه در منطقهٔ (حی الفهیدی) قرار دارد.
این دژ تا سال ۱۸۹۶ میلادی مقر حاکم و پس از آن دادگاه و دادستانی بوده‌است.
پس از آن زمانی انبار مهمات بوده که بعداً هم به زندان تبدیل شده‌است. این دژ در سال ۱۹۷۱ میلادی بدستور شیخ راشد بن سعیدآل مکتوم آل مکتوم حاکم وقت به موزه ملی تبدیل شده‌است.

## مراحل ساخت قلعه
قلعه یادشده در چند مرحله ساخته شده‌است، در مرحله نخست قسمت درونی وسور قلعه به مساحت ۷۲۳ متر مربع، به همراه دروازه بزرگ و چوبی که رو به سمت خاور قرار دارد، وبرکه‌ای برای اندوختن آب ساخته شده‌است. در مرحله دوم برج بزرگ ودایره‌ای مانند که در گوشه شمال شرقی قلعه قرار دارد ساخته شده‌است، و در بالای آن دو توپ بزرگ قرار داده می‌شود که در مکان مشاهده می‌شود، در مرحله سوم انباشتگاه اسلحه وباروت، و برجی به‌شکل مستطیل در ضلع شمال غربی قلعه افزوده می‌شود؛ و با تازگی میان سال‌های (۱۹۰۰ – ۱۹۲۰) چند اتاق برای آسایش سربازان در درون قلعه افزوده می‌شود.
«قلعه فهیدی» در ۶۰ متری سوی باختری محلهٔ تاریخی بستکیه قرار دارد. دیوان حاکم حالی «مقر حکم» میان محلهٔ بستکیه و قلعه فهیدی واقع شده‌است که ساختمان آن بسیار زیبا و دیدنی است.

## فهرست منابع و مآخذ
- خلفان، الروم، محمد، “ (الحدائق و المتاحف فی الإمارات) “، ج۱. چاپ سوم، ابوظبی: “شرکة ابوظبی للطباعة والنشر“، انتشار ۱۹۸۸ میلادی.
- محمدیان، کوخردی، محمد، “ (الإمارات عبر التاریخ) “، ج۱. سال انتشار ۲۰۰۸ میلادی به (عربی).
- عفراء، الحجی، “ (القلاع والحصون فی الامارات) “، مرکز الوثائق والبحوث. ابوظبی: الامارات العربیة المتحدة، انتشار ۱۹۹۹میلادی.